# Will Brooks
Willie Love Brooks, född 8 oktober 1986 i Chicago, är en amerikansk MMA-utövare som 2016–2017 tävlade i organisationen Ultimate Fighting Championship. Brooks har även tävlat i Bellator MMA där han var organisationens mästare i lättvikt.